# Broch of Gurness
De Broch of Gurness is een nederzetting uit de ijzertijd gelegen bij Aikerness, 28 km ten noordwesten van Kirkwall, op Mainland, Orkney (Schotland).

## Architectuur
De toren, die het hart van de nederzetting vormt, heeft een dikke stenen basis waardoor de muren hoog konden worden opgetrokken. Door verval en hergebruik van de stenen kan de hoogte niet meer met zekerheid worden vastgesteld, maar 12 meter hoog is aannemelijk. De toren is 20 meter in diameter. In de toren bevindt zich een haard en een ondergrondse kamer met een bron, eigenlijk een opvangbak voor regenwater. Een dergelijke kamer is bijvoorbeeld ook gevonden in Mine Howe.

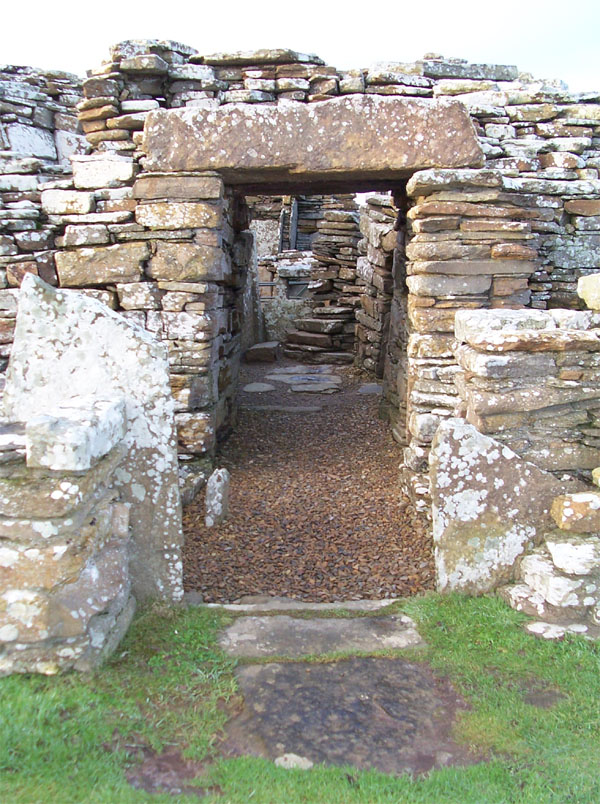
Ingang van de Broch of Gurness

De broch was omringd door drie greppels met verhogingen. De ingang bevindt zich aan de oostzijde van de nederzetting. Vanaf deze ingang loopt een rechte weg naar de toren toe. De ingang kenmerkt zich door een paar rechtopstaande stenen waar wellicht een houten deur aan bevestigd is geweest. Vierkante nissen in deze stenen wijzen op het gebruik van een stevige balk om de ingang af te sluiten.
Grote delen van de vroege verdediging en gebouwen zijn verdwenen ten gevolge van de kusterosie.
Gurness is gebouwd in de eerste eeuw voor Christus, net als de andere brochs die op deze noordelijke eilanden zijn gevonden zoals de Midhowe Broch op Rousay. Vier eeuwen later had de toren zijn originele verdedigingsfunctie verloren en een woonfunctie gekregen. Als de grootte van de broch samenhing met de prestige van de gemeenschap of familie, dan kan er geconcludeerd worden, dat Gurness bewoond werd door een van Orkneys belangrijkste families uit de ijzertijd.
In het begin moet er een rij huizen om de brochtoren gestaan hebben die slechts deels met de toren verbonden waren. Deze gebouwen waren min of meer rechthoekig gebouwd in droge steen techniek, voorzien van een haard en verdeeld in kamers en alcoven door rechtopstaande stenen en lage muren.

## Na de ijzertijd

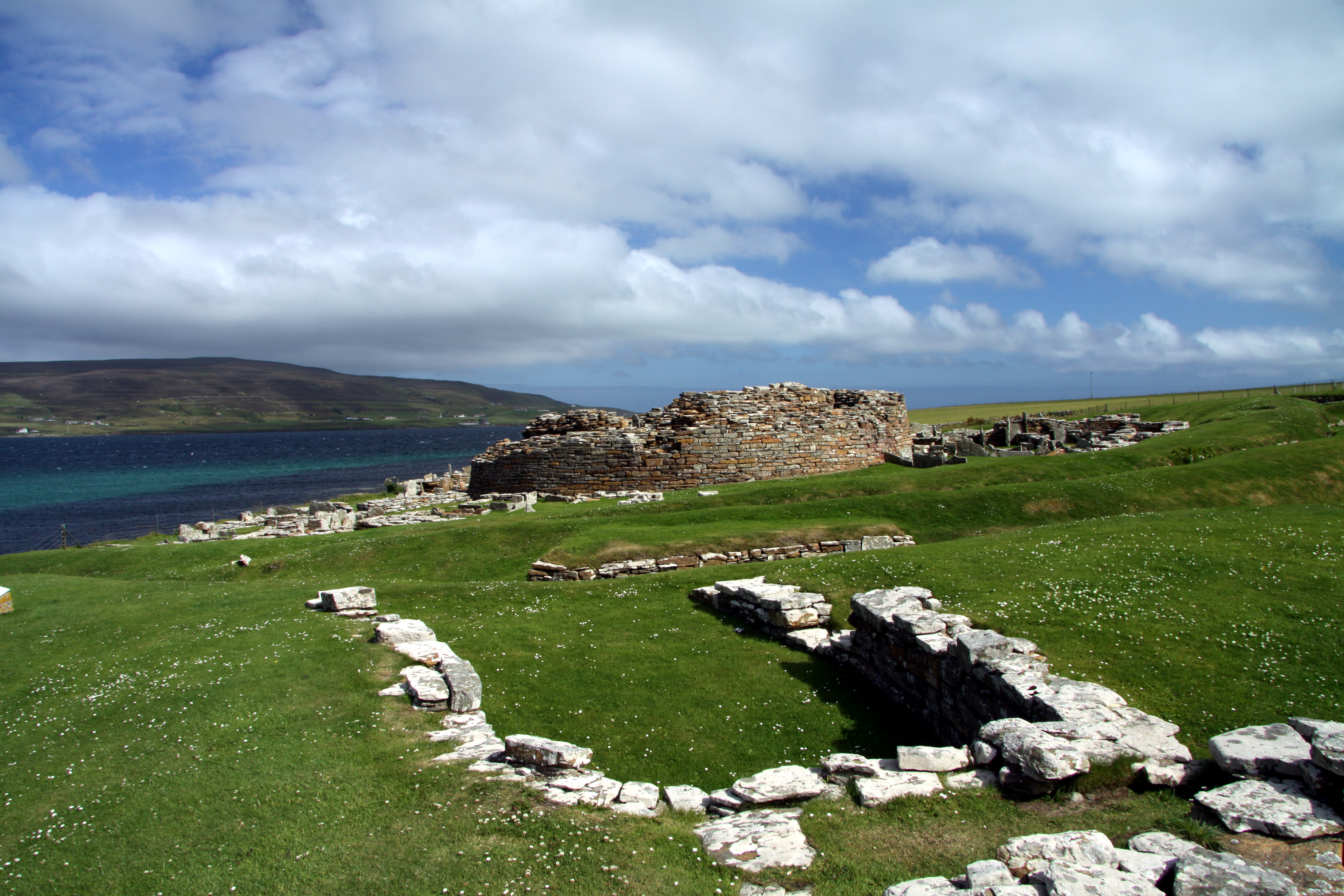
Broch of Gurness

In de zesde en zevende eeuw hebben Picten huizen op de resten van de broch gebouwd; de resten van een van deze huizen zijn naast de broch geplaatst tijdens de archeologische opgravingen, die begonnen in 1929. Dit huis bestaande uit vijf kamers wordt de Shamrock genoemd.
In de negende eeuw woonden er Vikingen op de locatie van de broch, getuige een graf van een rijke vrouw dat aan de noordoostzijde van de broch is gevonden. In het graf werden enige van haar persoonlijke zaken teruggevonden zoals een paar bronzen broches. Een ijzeren hanger met een amulet voorstellende Thors hamer hing om haar nek. Deze vondsten zijn tentoongesteld in The Orkney Museum in Tankerness House.

## Beheer
De Broch of Gurness wordt beheerd door Historic Scotland. Er is een bezoekerscentrum bij de broch. Alleen 's zomers geopend.